# Велі Кавлак
Велі Кавлак (нім. Veli Kavlak, нар. 3 листопада 1988, Відень) — австрійський футболіст турецького походження, півзахисник клубу «Бешикташ».
Насамперед відомий виступами за «Рапід» (Відень), а також національну збірну Австрії.

## Клубна кар'єра
Народився 3 листопада 1988 року в місті Відень в родині турецьких емігрантів. Вихованець футбольної школи клубу «Рапід» (Відень). Дорослу футбольну кар'єру розпочав 2004 року в основній команді того ж клубу, в якій провів шість сезонів, взявши участь у 125 матчах чемпіонату.
До складу клубу «Бешикташ» приєднався 27 травня 2011 року. Відтоді встиг відіграти за стамбульську команду понад 100 матчів в національному чемпіонаті.

## Виступи за збірну
З 2007 по 2010 рік залучався до складу молодіжної збірної Австрії, разом з якою був учасником молодіжного чемпіонату світу 2007 року, де австрійці зайняли 4 місце. Всього на молодіжному рівні зіграв у 18 офіційних матчах, в яких забив один гол.
24 березня 2007 року дебютував в офіційних матчах у складі національної збірної Австрії в товариській грі проти збірної Гани, яка завершилася з рахунком 1-1. 
Через травму на плечі був змушений пропустити домашнє Євро-2008.
Наразі провів у формі головної команди країни 15 матчів.

## Досягнення
- Чемпіон Австрії (2): 2005, 2008
- Віце-чемпіон Австрії (1): 2009
- 3-й призер чемпіонату Австрії (1): 2010
- Фіналіст кубка Австрії (1): 2005